# مسيردة الفواقة
مسيردة الفواقة إحدى بلديات ولاية تلمسان تابعة لدائرة مرسى بن مهيدي، تضم عدة قرى من بينها:قرية أربوز(مقر البلدية) قرية بوكانون( أكبر تجمع سكني في البلدية) ، قرية بيدر ،قرية جامع الوسط ، قرية الحراش، قرية اولاد بويعقوب ،لعيايط، ...... وبعض المناطق الريفية.

## الموقع
تقع في أقصى الغرب الجزائري، تطل على البحر الأبيض المتوسط عبر شاطئ بيدر الذي يبلغ طوله بـ 03 كلم
لها حدود مع بلدية سوق الثلاثاء، باب العسة، مرسى بن مهيدي،
تتبعها المناطق التالية: أربوز وبوكانون وبيدر.

## السياحة
تتمتع مسيردة بشاطئ بيدر الذي يبلغ طوله بـ 03 كلم، يقبل عليه المصطافون بكثرة.

## أعلام
- الطيب لوح